# Lagoa do Itaenga
Lagoa do Itaenga là một đô thị thuộc bang Pernambuco, Brasil. Đô thị này có diện tích 62,722 km², dân số năm 2007 là 20018 người, mật độ 319,15 người/km².